# Centaurea eryngioides
Centaurea eryngioides — вид рослин роду волошка (Centaurea), з родини айстрових (Asteraceae).

## Біоморфологічна характеристика
Гемікриптофіт. Листки розсічені, перисті; краї листочків зубчасті або пилчасті; прилистки відсутні. Квіточки малинові, рожеві. Період цвітіння: квітень, травень.

## Середовище проживання
Країни проживання: Єгипет, Ізраїль, Йорданія, Ліван, Саудівська Аравія. Населяє відслонення твердих порід.